# Пчелно колибри
Пчелното колибри (Mellisuga helenae) е вид птица от семейство Колиброви (Trochilidae). Видът е почти застрашен от изчезване.

## Разпространение
Видът е ендемичен за целия кубински архипелаг, включително основния остров Куба и остров Хувентуд в Западна Индия.

## Описание
Пчелните колибри е най-малката жива птица. Женските екземпляри тежат около 2,6 грама, достигат на дължина до 6,1 cm и са малко по-големи от мъжките, които са със средно тегло около 1,95 грама и дължина до 5,5 cm. Както подсказва името му, то едва ли е по-голямо от пчела, и подобно на всички останали колибри, пчелните колибри е много бързо и издръжливо по време на полет.
Женските са синкавозелени, с бледо сива долната повърхност. По върховете на перата имат бели петна.

## Размножаване
Размножителният период на пчелните колибрите е от март до юни. По време на периода на чифтосване мъжките имат червеникава до розова глава, брадичка и гърло. Женските снасят само две яйца наведнъж, като всяко едно е с размера на кафено зърно.

## Хранене
Пчелните колибрита посещават 10 растителни вида, девет от които са ендемични за Куба. Тези цветя включват Hamelia patens, Chrysobalanus icaco, Pavonia paludicola, Forsteronia corymbosa, Lysiloma latisiliquum, Turnera ulmifolia, Antigonon leptopus, Clerodendrum aculeatum, Tournefortia hirsutissima и Cissus obovata.